# 歐拉運動定律

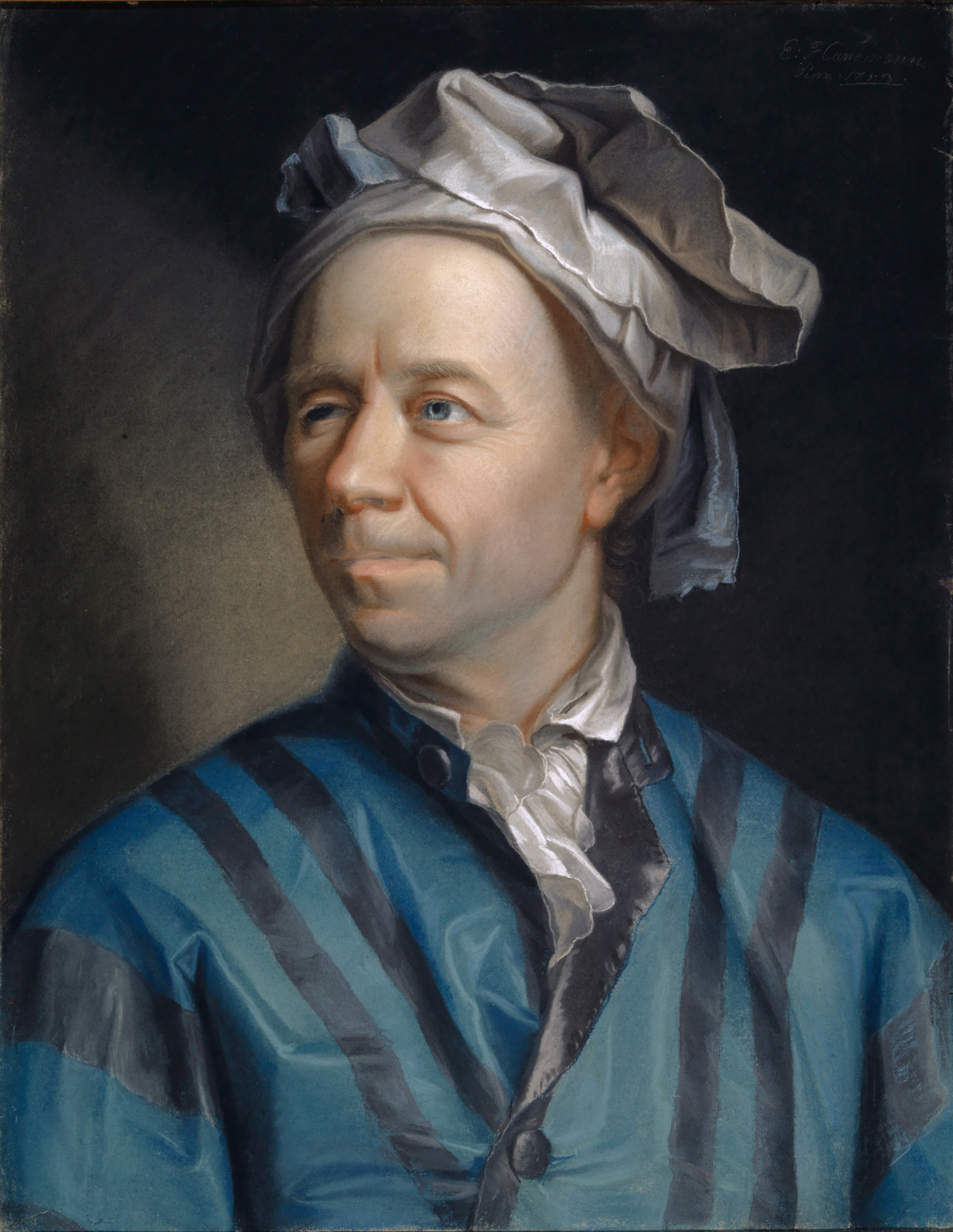
莱昂哈德·欧拉

歐拉運動定律（Euler's laws of motion）是牛頓運動定律的延伸，可以應用於多粒子系統運動或剛體運動，描述多粒子系統運動或剛體的平移運動、旋轉運動分別與其感受的力、力矩之間的關係。在艾薩克·牛頓發表牛頓運動定律之後超過半個世紀，於1750年，萊昂哈德·歐拉才成功地表述了這定律。
剛體也是一種多粒子系統，但理想剛體是一種有限尺寸，可以忽略形變的固體。不論是否感受到作用力，在剛體內部，點與點之間的距離都不會改變。
歐拉運動定律也可以加以延伸，應用於可變形體內任意部分的平移運動與旋轉運動。

## 剛體

### 歐拉第一運動定律
歐拉第一定律表明，從某慣性參考系觀測，施加於剛體的淨外力，等於剛體質量與質心加速度的乘積。歐拉第一定律以方程式表達為
{\displaystyle \mathbf {F} ^{(ext)}=m\mathbf {a} _{cm}} ；
其中，{\displaystyle \mathbf {F} ^{(ext)}} 是剛體感受到的淨外力，{\displaystyle m} 、{\displaystyle \mathbf {a} _{cm}} 分別是剛體的質量、質心加速度。
剛體的平移運動等同於位於其質心、具有其質量的粒子，感受到同樣的淨外力，而呈現的運動。

#### 導引
思考由 {\displaystyle n} 個粒子組成的多粒子系統，其質心位置 {\displaystyle \mathbf {r} _{cm}} 為
{\displaystyle \mathbf {r} _{cm}{\stackrel {def}{=}}{\frac {\sum _{i=1}^{n}m_{i}\mathbf {r} _{i}}{m}}} ;
其中，{\displaystyle m_{i}} 、{\displaystyle \mathbf {r} _{i}} 分別為第 {\displaystyle i} 個粒子的質量、位置，{\displaystyle m=\sum _{i=1}^{n}m_{i}} 是系統的質量。
質心速度 {\displaystyle \mathbf {v} _{cm}} 為
{\displaystyle \mathbf {v} _{cm}={\frac {\mathrm {d} \mathbf {r} _{cm}}{\mathrm {d} t}}={\cfrac {\sum _{i=1}^{n}m_{i}\mathbf {v} _{i}}{m}}} ；
其中，{\displaystyle \mathbf {v} _{i}={\frac {\mathrm {d} \mathbf {r} _{i}}{\mathrm {d} t}}} 是第 {\displaystyle i} 個粒子的速度。
質心加速度 {\displaystyle \mathbf {a} _{cm}} 為
{\displaystyle \mathbf {a} _{cm}={\frac {\mathrm {d} \mathbf {v} _{cm}}{\mathrm {d} t}}={\cfrac {\sum _{i=1}^{n}m_{i}\mathbf {a} _{i}}{m}}} ；
其中，{\displaystyle \mathbf {a} _{i}={\frac {\mathrm {d^{2}} \mathbf {r} _{i}}{\mathrm {d} t^{2}}}} 是第 {\displaystyle i} 個粒子的加速度。
第 {\displaystyle i} 個粒子感受到的力 {\displaystyle \mathbf {F} _{i}} 為
{\displaystyle \mathbf {F} _{i}=\mathbf {F} _{i}^{(ext)}+\sum _{j=1,j\neq i}^{n}\mathbf {F} _{ji}} ；
其中，{\displaystyle \mathbf {F} _{i}^{(ext)}} 是這粒子感受到的外力，{\displaystyle \mathbf {F} _{ji}} 是第 {\displaystyle j} 個粒子施加於第 {\displaystyle i} 個粒子的內力。
系統感受到的淨力 {\displaystyle \mathbf {F} } 是所有粒子感受到的力的向量和：
{\displaystyle \mathbf {F} =\sum _{i=1}^{n}\mathbf {F} _{i}=\sum _{i=1}^{n}\mathbf {F} _{i}^{(ext)}+\sum _{i=1}^{n}\sum _{j=1,j\neq i}^{n}\mathbf {F} _{ji}} 。
根據牛頓第三定律，內力與其反作用力的關係為
{\displaystyle \mathbf {F} _{ji}=-\mathbf {F} _{ji}} 。
所以，所有粒子彼此施加於對方的內力的向量和為零，淨力等於所有外力的向量和 （淨外力 {\displaystyle \mathbf {F} ^{(ext)}} ）：
{\displaystyle \mathbf {F} =\sum _{i=1}^{n}\mathbf {F} _{i}^{(ext)}=\mathbf {F} ^{(ext)}} 。
根據牛頓第二定律，第 {\displaystyle i} 個粒子感受到的力 {\displaystyle \mathbf {F} _{i}} 與這粒子的加速度之間的關係為
{\displaystyle \mathbf {F} _{i}=m_{i}\mathbf {a} _{i}} 。
總和所有粒子所感受到的力，
{\displaystyle \mathbf {F} =\sum _{i=1}^{n}\mathbf {F} _{i}=\sum _{i=1}m_{i}\mathbf {a} _{i}=m\mathbf {a} _{cm}} 。
所以，淨外力 {\displaystyle \mathbf {F} ^{(ext)}} 與質心加速度的關係為
{\displaystyle \mathbf {F} ^{(ext)}=m\mathbf {a} _{cm}} 。

#### 動量守恆定律
多粒子系統的動量 {\displaystyle \mathbf {p} } 是組成這系統的所有粒子的動量的向量和：
{\displaystyle \mathbf {p} =\sum _{i=1}^{n}\mathbf {p} _{i}=\sum _{i=1}^{n}m_{i}\mathbf {v} _{i}=m\mathbf {v} _{cm}} ；
其中，{\displaystyle \mathbf {p} _{i}} 是第 {\displaystyle i} 個粒子的動量。
歐拉第一定律又可以表達為
{\displaystyle \mathbf {F} ^{(ext)}={\frac {\mathrm {d} \mathbf {p} }{\mathrm {d} t}}} 。
假設淨外力為零，則系統的動量守恆。

### 歐拉第二運動定律
歐拉第二定律表明，設定某慣性參考系的固定點O（例如，原點）為參考點，施加於剛體的淨外力矩，等於角動量的時間變化率。歐拉第二定律以方程式表達為
{\displaystyle {\boldsymbol {\tau }}_{O}^{(ext)}={\frac {\mathrm {d} \mathbf {L} _{O}}{\mathrm {d} t}}} ；
其中，{\displaystyle {\boldsymbol {\tau }}_{O}^{(ext)}} 是對於點O淨外力矩，{\displaystyle \mathbf {L} _{O}} 是對於點O的角動量。

#### 導引
思考由 {\displaystyle n} 個粒子組成的多粒子系統。對於點O，第 {\displaystyle i} 個粒子的角動量 {\displaystyle \mathbf {L} _{i}} 為
{\displaystyle \mathbf {L} _{i}=\mathbf {r} _{i}\times \mathbf {p} _{i}=\mathbf {r} _{i}\times m_{i}\mathbf {v} _{i}} 。
{\displaystyle \mathbf {L} _{i}} 對於時間的導數為
{\displaystyle {\frac {\mathrm {d} \mathbf {L} _{i}}{\mathrm {d} t}}={\frac {\mathrm {d} (\mathbf {r} _{i}\times m_{i}\mathbf {v} _{i})}{\mathrm {d} t}}=\mathbf {v} _{i}\times m_{i}\mathbf {v} _{i}+\mathbf {r} _{i}\times m_{i}\mathbf {a} _{i}=\mathbf {r} _{i}\times m_{i}\mathbf {a} _{i}} 。
根據牛頓第二定律，施加於第 {\displaystyle i} 個粒子的力 {\displaystyle \mathbf {F} _{i}} 是這粒子的質量與加速度的乘積。所以，{\displaystyle \mathbf {L} _{i}} 對於時間的導數為
{\displaystyle {\frac {\mathrm {d} \mathbf {L} _{i}}{\mathrm {d} t}}=\mathbf {r} _{i}\times \mathbf {F} _{i}} 。
第 {\displaystyle i} 個粒子所感受到的淨力矩 {\displaystyle {\boldsymbol {\tau }}_{i}} 為 {\displaystyle {\boldsymbol {\tau }}_{i}=\mathbf {r} _{i}\times \mathbf {F} _{i}} 。所以，{\displaystyle {\boldsymbol {\tau }}_{i}} 與 {\displaystyle \mathbf {L} _{i}} 的關係為
{\displaystyle {\boldsymbol {\tau }}_{i}={\frac {\mathrm {d} \mathbf {L} _{i}}{\mathrm {d} t}}} 。
總和所有粒子所感受到的淨力矩，系統所感受到的淨力矩 {\displaystyle {\boldsymbol {\tau }}_{O}} 與其角動量 {\displaystyle \mathbf {L} _{O}} 的關係為
{\displaystyle {\boldsymbol {\tau }}_{O}=\sum _{i=1}^{n}{\boldsymbol {\tau }}_{i}={\frac {\mathrm {d} }{\mathrm {d} t}}\sum _{i=1}^{n}\mathbf {L} _{i}={\frac {\mathrm {d} \mathbf {L} _{O}}{\mathrm {d} t}}} 。
第 {\displaystyle i} 個粒子所感受到的淨力 {\displaystyle \mathbf {F} _{i}} 為
{\displaystyle \mathbf {F} _{i}=\mathbf {F} _{i}^{(ext)}+\sum _{j=1,j\neq i}^{n}\mathbf {F} _{ji}} 。
第 {\displaystyle i} 個粒子所感受到的淨力矩 {\displaystyle {\boldsymbol {\tau }}_{i}} 為
{\displaystyle {\boldsymbol {\tau }}_{i}=\mathbf {r} _{i}\times \mathbf {F} _{i}=\mathbf {r} _{i}\times \mathbf {F} _{i}^{(ext)}+\sum _{j=1,j\neq i}^{n}\mathbf {r} _{i}\times \mathbf {F} _{ji}} 。
物體感受到的淨力矩 {\displaystyle {\boldsymbol {\tau }}_{O}} 為：
{\displaystyle {\boldsymbol {\tau }}_{O}=\sum _{i=1}^{n}{\boldsymbol {\tau }}_{i}=\sum _{i=1}^{n}\mathbf {r} _{i}\times \mathbf {F} _{i}^{(ext)}+\sum _{i=1}^{n}\sum _{j=1,j\neq i}^{n}\mathbf {r} _{i}\times \mathbf {F} _{ji}} 。
應用牛頓第三定律，
{\displaystyle \mathbf {r} _{i}\times \mathbf {F} _{ji}+\mathbf {r} _{j}\times \mathbf {F} _{ji}=\mathbf {r} _{i}\times \mathbf {F} _{ji}-\mathbf {r} _{j}\times \mathbf {F} _{ji}=(\mathbf {r} _{i}-\mathbf {r} _{j})\times \mathbf {F} _{ji}=\mathbf {r} _{ij}\times \mathbf {F} _{ji}} ；
其中，{\displaystyle \mathbf {r} _{ij}=\mathbf {r} _{i}-\mathbf {r} _{j}} 是從粒子 {\displaystyle \mathbf {r} _{j}} 到粒子 {\displaystyle \mathbf {r} _{i}} 的位移向量。
假設這系統的粒子遵守強版牛頓第三定律，即粒子運動為經典運動，速度超小於光速，則{\displaystyle \mathbf {r} _{ij}} 與 {\displaystyle \mathbf {F} _{ji}} 同向，叉積為零。那麼，物體感受到的淨力矩是所有外力矩的向量和 {\displaystyle {\boldsymbol {\tau }}_{O}^{(ext)}} ：
{\displaystyle {\boldsymbol {\tau }}_{O}=\sum _{i=1}^{n}\mathbf {r} _{i}\times \mathbf {F} _{i}^{(ext)}={\boldsymbol {\tau }}_{O}^{(ext)}} 。
這樣，可以得到歐拉第二定律方程式
{\displaystyle {\boldsymbol {\tau }}_{O}^{(ext)}={\frac {\mathrm {d} \mathbf {L} _{O}}{\mathrm {d} t}}} 。
假設施加於系統的淨外力矩為零，則系統的角動量的時間變化率為零，系統的角動量守恆。

#### 相對於質心的歐拉第二運動定律
所有粒子所感受到的淨力矩的向量和為
{\displaystyle {\boldsymbol {\tau }}_{O}=\sum _{i=1}^{n}{\boldsymbol {\tau }}_{i}=\sum _{i=1}^{n}\mathbf {r} _{i}\times (m_{i}\mathbf {a} _{i})=\sum _{i=1}^{n}(\mathbf {r} _{cm}+\mathbf {r} '_{i})\times (m_{i}(\mathbf {a} _{cm}+\mathbf {a} '_{i}))} ；
其中，{\displaystyle \mathbf {r} '_{i}=\mathbf {r} _{i}-\mathbf {r} _{cm}} 、{\displaystyle \mathbf {a} '_{i}=\mathbf {a} _{i}-\mathbf {a} _{cm}} 分別是第 {\displaystyle i} 個粒子相對於質心的相對位移與相對加速度。
注意到所有粒子的相對位移與相對加速度，其向量和分別為零，所以，
{\displaystyle {\boldsymbol {\tau }}_{O}=\mathbf {r} _{cm}\times m\mathbf {a} _{cm}+\sum _{i=1}^{n}\mathbf {r} '_{i}\times m_{i}\mathbf {a} '_{i}} 。
現在，假設將質心設定為參考點，則 {\displaystyle \mathbf {r} _{cm}=0} ，方程式變為
{\displaystyle {\boldsymbol {\tau }}_{cm}=\sum _{i=1}^{n}\mathbf {r} '_{i}\times m_{i}\mathbf {a} '_{i}} 。
以質心為參考點，角動量 {\displaystyle \mathbf {L} _{cm}} 為
{\displaystyle \mathbf {L} _{cm}=\sum _{i=1}^{n}\mathbf {r} '_{i}\times m_{i}\mathbf {v} '_{i}} 。
所以，不論質心參考系是否為慣性參考系（即不論質心是否呈加速度運動），以質心為參考點，淨外力矩等於角動量的時間變化率：
{\displaystyle {\boldsymbol {\tau }}_{cm}={\frac {\mathrm {d} \mathbf {L} _{cm}}{\mathrm {d} t}}} 。

## 可變形體
在可變形體內部任意位置的內力密度不一定一樣，也就是說，其內部存在有應力分佈。這內部的內力的變化是由牛頓第二定律主控。通常，牛頓第二定律是應用於計算質點或粒子的動力運動，但在連續介質力學裏，被加以延伸後，可以應用於計算具有連續分佈質量的物體的運動行為。假設將物體模型化為由一群離散粒子組構而成，每一個粒子的運動都遵守牛頓第二定律，則可以推導出歐拉運動定律。不論如何，歐拉運動定律也可以直接視為專門描述大塊物體運動的公理，與物體結構無關。
在塑性力学（plasticity theory）裏，施加於一個連續物體B的力可以分類為兩種：「長程力」與「短程力」。長程力作用於整個物體的每一部分，稱為徹體力（body force），而短程力只能作用於物體表面，稱為接觸力（contact force）。這樣，施加於連續物體的淨力 {\displaystyle \mathbf {F} } 分為淨徹體力 {\displaystyle \mathbf {F} _{b}} 、淨接觸力 {\displaystyle \mathbf {F} _{t}} ：
{\displaystyle \mathbf {F} _{b}=\int _{\mathbb {V} }\mathbf {b} \,\mathrm {d} m=\int _{\mathbb {V} }\rho \mathbf {b} \,\mathrm {d} V} 、
{\displaystyle \mathbf {F} _{t}=\int _{\mathbb {S} }\mathbf {t} \,\mathrm {d} S} ；
其中，{\displaystyle \mathbf {b} } 是徹體力場（量綱為力每單位質量），{\displaystyle \mathrm {d} m} 是微小質量元素，{\displaystyle \rho } 是質量密度，{\displaystyle \mathrm {d} V} 是微小體元素，{\displaystyle \mathbb {V} } 是積分體區域，{\displaystyle \mathbf {t} } 是表面曳力（surface traction）密度，{\displaystyle \mathrm {d} S} 是微小面元素，{\displaystyle \mathbb {S} } 是積分曲面。
由於徹體力與接觸力施加於物體，造成了以某設定點為參考點的對應力矩。這樣，對於原點的淨力矩 {\displaystyle \mathbf {L} } 分為淨徹體力矩 {\displaystyle \mathbf {L} _{b}} 、淨接觸力矩 {\displaystyle \mathbf {L} _{t}} ：
{\displaystyle \mathbf {L} _{b}=\int _{\mathbb {V} }\mathbf {r} \times \rho \mathbf {b} \,\mathrm {d} V} 、
{\displaystyle \mathbf {L} _{t}=\int _{\mathbb {S} }\mathbf {r} \times \mathbf {t} \,\mathrm {d} S} ；
其中，{\displaystyle \mathbf {r} } 是微小體元素或微小面元素的位置。
歐拉第一定律（「力平衡定律」）表明，從某慣性參考系觀測，施加於連續物體內部任意部分的淨外力等於淨動量的時間變化率：
{\displaystyle \mathbf {F} ={\frac {\mathrm {d} \mathbf {p} }{\mathrm {d} t}}} 。
也就是說，
{\displaystyle \int _{\mathbb {V} }\rho \mathbf {b} \,\mathrm {d} V+\int _{\mathbb {S} }\mathbf {t} \,\mathrm {d} S={\frac {\mathrm {d} }{\mathrm {d} t}}\int _{\mathbb {V} }\rho \mathbf {v} \,\mathrm {d} V} ；
其中，{\displaystyle \mathbf {v} } 是微小體元素的速度。
歐拉第二定律（「角動量平衡定律」）表明，從某慣性參考系觀測，施加於連續物體內部任意部分的淨力矩等於淨角動量的時間變化率：
{\displaystyle {\boldsymbol {\tau }}={\frac {\mathrm {d} \mathbf {L} }{\mathrm {d} t}}} 。
也就是說，
{\displaystyle \int _{\mathbb {V} }\mathbf {r} \times \rho \mathbf {b} \,\mathrm {d} V+\int _{\mathbb {S} }\mathbf {r} \times \mathbf {t} \,\mathrm {d} S={\frac {\mathrm {d} }{\mathrm {d} t}}\int _{\mathbb {V} }\mathbf {r} \times \rho \mathbf {v} \,\mathrm {d} V} 。

## 參閱
- 歐拉方程 (剛體運動)
- 歐拉旋轉定理